# Alexander Morlang

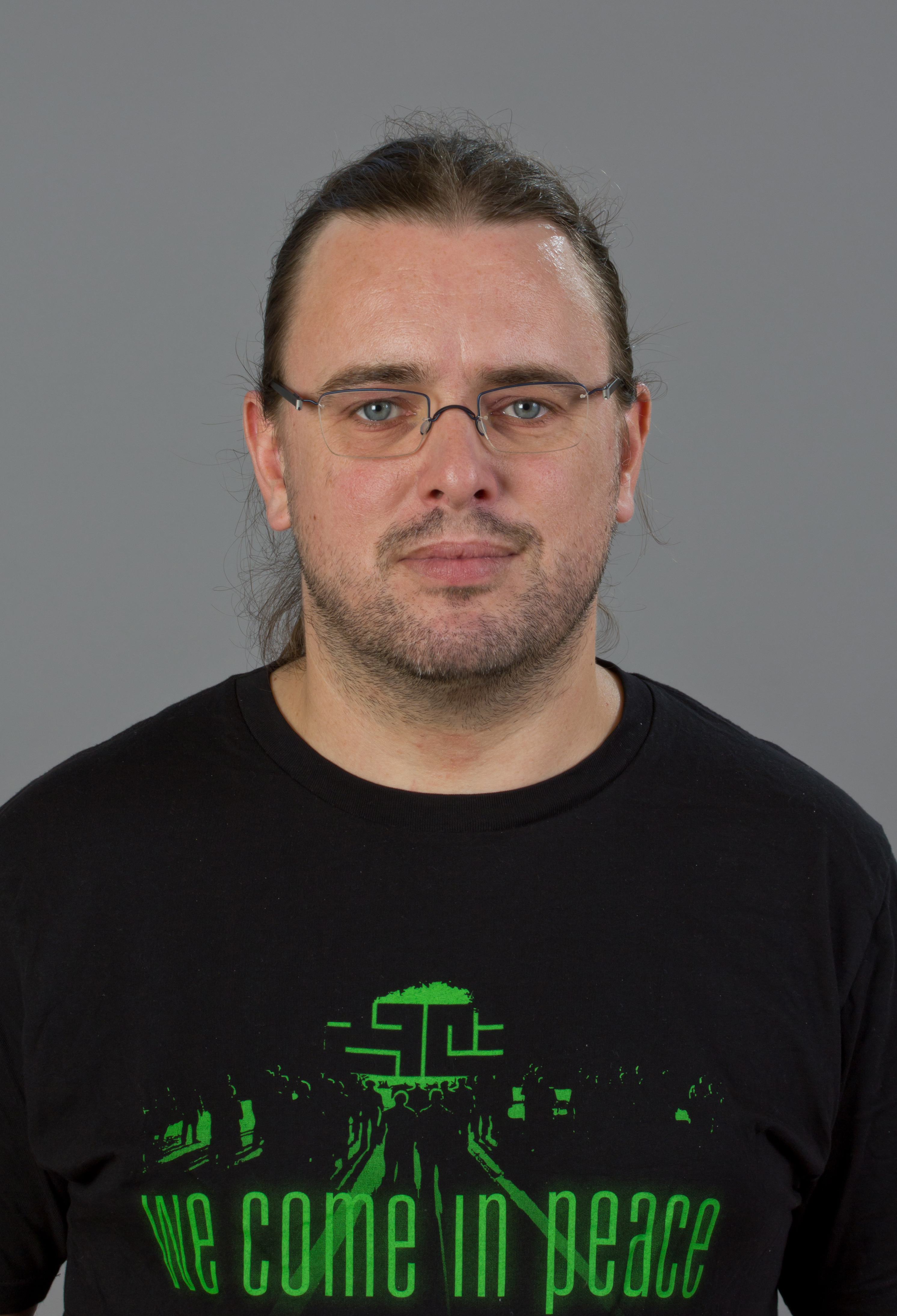
Alexander Morlang

Dirk Alexander Morlang (* 18. August 1974 in Hamburg) ist ein ehemaliger deutscher Politiker der Piratenpartei.

## Leben
Morlang ist von Beruf Systemadministrator. Er trat der Partei Mitte 2009 bei. Bei der Wahl zum Abgeordnetenhaus von Berlin 2011 am 18. September 2011 erlangte Morlang ein Mandat für das Abgeordnetenhaus von Berlin. Er war dort kurzzeitig Vorsitzender im Ausschuss Digitale Verwaltung, Datenschutz und Informationsfreiheit und befasst sich als Freifunker und Mitglied des Chaos Computer Club schwerpunktmäßig mit Themen zur Informationsgesellschaft.
Er ist Gründungsmitglied der LXDE-Foundation.
Aufsehen erregte Morlang dadurch, dass er sich über Monate weigerte, seine Nebeneinkünfte zu veröffentlichen, obwohl er entsprechende Beschlüsse der Piratenpartei zuvor mitgetragen hatte.
Am 16. April 2013 trat Morlang aus persönlichen Gründen als Vorsitzender des Ausschusses für Digitale Verwaltung, Datenschutz und Informationsfreiheit im Berliner Abgeordnetenhaus zurück. Der Rücktritt geschah, nachdem die SPD angekündigt hatte, über einen Abwahlantrag zu beraten, weil Morlang durch Beleidigungen, Nicht-Melden seiner Nebeneinkünfte, eine Fast-Keilerei im Abgeordnetenhaus und Wortabschneiden im Ausschuss aufgefallen war. 2016 schied er aus dem Parlament aus. Er trat am 22. September 2016 aus der Piratenpartei aus.